# Rosita Marstini
Rosita Marstini (Nancy, 19 de septiembre de 1887 - Los Ángeles, 24 de abril de 1948) fue una bailarina, personalidad de teatro y actriz de cine mudo y sonoro francoestadounidense.

## Biografía

### Primeros años
Nació el 19 de septiembre de 1887 en Nancy, Francia. Se casó con el actor y director de cine belga Paul Sablon (1888-1940); posteriormente se instalaron en Estados Unidos en 1913.

### Obra de teatro en California
Comenzó a hacer películas para Universal Pictures en 1913, siendo su primer largometraje A Prisoner in the Harem, de Herbert Blaché, donde compartió protagonismo con su esposo, conocido en Estados Unidos como Paul Bourgeois. Fue conocida como la condesa Rosita Marstini. En 1916, debutó en el Pantages Theatre de Los Ángeles, California, en Woman's Wits, una obra de Will Wyatt. Actuó en el circuito del Pantages durante ocho meses más. Participó en la película de 1925 El gran desfile.
Su primera película sonora fue Hot for Paris (1929), de Raoul Walsh, juntó con Victor McLaglen y Fifi D'Orsay. Después volvió a colaborar en nueve películas estadounidenses, siendo una de las últimas Holiday in Mexico (1946), de George Sidney, junto con Walter Pidgeon y José Iturbi.
Su última película fue Casbah (1948), de John Berry, junto con Yvonne De Carlo y Tony Martin.

### Fallecimiento
Murió el 24 de abril de 1948 en Los Ángeles, a los sesenta años, días después del estreno de su última película Casbah. Su exmarido, casado en segundas nupcias en Europa, había fallecido ocho años antes.

## Filmografía parcial
- When Rome Ruled (1914)

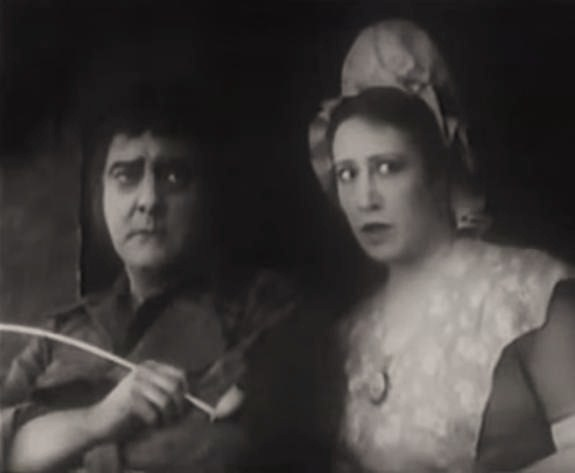
Marstini junto a Herschel Mayall en A Tale of Two Cities (1917)

- Historia de dos ciudades, 1917. Segunda adaptación de la novela de Charles Dickens, con guion y dirección de Frank Lloyd.[6][7]
- The Innocent Sinner (1917)[8]
- The Babes in the Woods (1917)
- Madame Du Barry (1917)
- The Clever Mrs. Carfax (1917)
- Good Night, Paul (1918)
- Rosemary Climbs the Heights (1918)
- The Veiled Adventure (1919)
- Widow by Proxy (1919)
- Flames of the Flesh (1919)[9]
- The Luck of Geraldine Laird (1920)
- Silk Husbands and Calico Wives (1920)
- The Evil Eye (1920)
- The Outside Woman (1921)
- Serenade (1921), película dirigida por Raoul Walsh.[10]
- Sangre y arena (1922)
- Shadows of Paris (1924)
- The Redeeming Sin (1925)
- We Americans (1928)
- No other Woman (1928)[11]
- In Love with Life (1934)
- El gran desfile (1925)[12]
- Flame of the Argentine (1926)
- No Other Woman (1928)
- Hot for Paris (1929). Película dirigida por Raoul Walsh, estrenada en España (Bilbao) con el título de Un marido afortunado. De ella, además, se editó, en Barcelona una novela gráfica con siete fotografías de la película, a la venta en septiembre de 1930.[13]
- Mexicana (1945)
- Rose of Santa Rosa (1947)
- Casbah (1948)